# Don't Stop Believing
Don't Stop Believing är en låt av svenska sångerskan Mariette. Låten skrevs av Miss Li och Sonny Gustafsson. Den deltog i Melodifestivalen 2015 och slutade på tredje plats. En musikvideo till låten hade premiär den 22 april 2015 och regisserades av John Artur.

## Låtlista
- Digital nedladdning

1. "Don't Stop Believing" – 2:51